# Catequística (Tiana)
La Catequística és una obra de Tiana (Maresme) inclosa a l'Inventari del Patrimoni Arquitectònic de Catalunya.

## Descripció
És un edifici civil; es tracta d'una construcció que ha patit notables transformacions malmetent la seva estructura original. Parlem d'una nau coberta per una teulada a dos vessants, i a la qual, lateralment, se l'hi ha afegit un annex posterior.

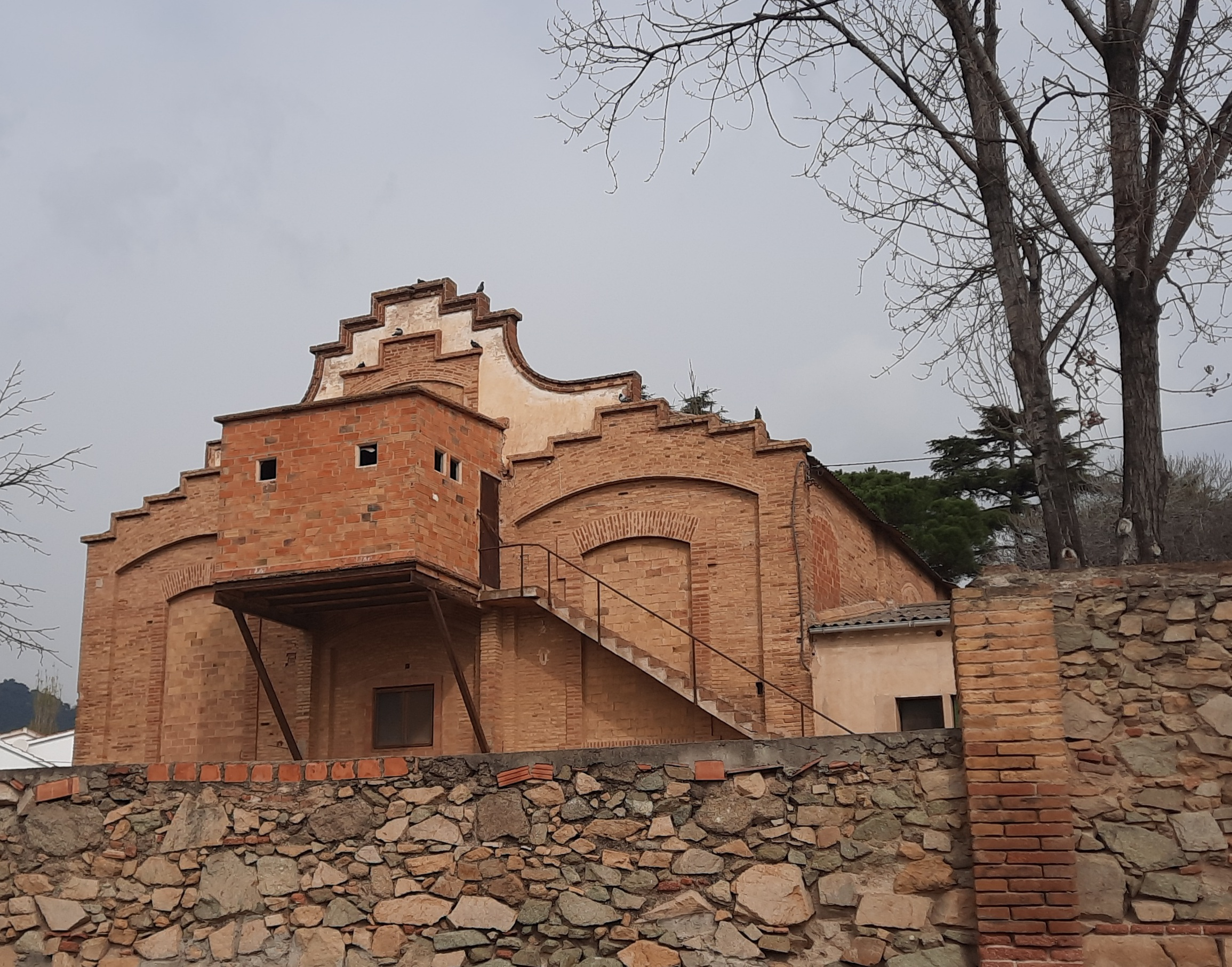
Detall de la façana

La composició de la façana ha estat totalment modificada: els finestrals originals s'han encegat, i just al bell mig s'ha construït una cabina feta de totxanes, destinada a projeccions de cinema, i a la qual s'accedeix per una escala exterior, que distorsiona totalment el conjunt.
Crida l'atenció l'ús del maó i la maçoneria a la part inferior, així com els coronaments escalonats de la part superior. Originalment presentava totes les obertures amb arcs escarsers.